# رویکرد همه برای برنده در انتخاب کنش
همه برای برنده (Winner-Take-all) یک مفهوم در علوم کامپیوتر است که به طور گسترده در رباتیک مبتنی بر رفتار به عنوان روشی برای انتخاب کنش در عامل هوشمند استفاده می‌شود. سیستم‌هایی که دارای رویکرد "همه برای برنده" هستند، به کمک اتصال ماژول‌ها (در محیط‌هایی با طراحی وظیفه محور) کار می‌کنند؛ به گونه‌ای که وقتی یک عمل انجام می‌شود، انجام تمام اقدامات دیگر متوقف می‌شود، بنابراین در یک زمان تنها یک عمل انجام می‌شود. در این رویکرد، عمل "برنده" تمام قدرت سیستم موتور را می گیرد؛ به همین دلیل آن را "همه برای برنده" نامگذاری کرده‌اند.   

## تاریخچه
در دهه‌های ۱۹۸۰و ۱۹۹۰ بسیاری از دانشمندان علم رباتیک و علوم شناختی تلاش کردند تا جایگزین‌های سریع‌تر و کارآمدتری نسبت به روش‌های سنتی موجود برای انتخاب کنش بیابند. در سال ۱۹۸۲ جروم ای فلدمن (Jerome A. Feldman) و دی اچ بالارد (D.H Ballard) مقاله‌ای با عنوان "مدل‌های پیوندگرا و ویژگی‌های آن‌ها" منتشر کردند و در آن به توضیح و شرح رویکرد "همه برای برنده" پرداختند. در این مقاله از "همه برای برنده" به عنوان رویکردی برای انتخاب کنش یاد شده است. معماری فلدمن بر اساس این قانون ساده عمل می‌کند که در شبکه‌ای از ماژول‌های به هم پیوسته عامل، هر ماژول در صورتی خروجی خود را صفر می‌کند که ماژولی دیگر با ورودی بالاتری نسبت به ورودی خود بیابد.
در سال ۱۹۸۶ رادنی بروکس (Rodney Brooks) هوش مصنوعی مبتنی بر رفتار را معرفی کرد. به این ترتیب معماری "همه برای برنده" برای انتخاب کنش به سرعت به یکی از ویژگی‌های رایج روبات‌های مبتنی بر رفتار تبدیل شد. زیرا عمل انتخاب در مرحله ماژول‌های عامل (از پایین به بالا) انجام می‌شود و نه در مراحل شناختی جداگانه (از بالا به پایین). به این ترتیب یک ترکیب استوار از محرک و واکنش ایجاد می‌شود.

## انواع معماری‌های "همه برای برنده"

### سلسله مراتبی
در معماری سلسله مراتبی، اقدام‌ها یا رفتارها در یک لیست با اولویت بالا به پایین برنامه ریزی می‌شوند. در این رویکرد تمام اتصالات بین ماژول‌های عامل از نوع بازدارنده هستند. عامل در ابتدا رفتارهایی که اولویت پایین‌تری دارند را انجام می‌دهد. این عمل تا زمانی ادامه پیدا می‌کند که یک رفتار با اولویت بالاتر آماده انجام شود. در این مرحله، رفتاری که اولویت بالاتری دارد تمام رفتارهای دیگر را مهار کرده و سیستم حرکتی را به طور کامل در اختیار خود می‌گیرد. رفتارهای اولویت دار معمولا سریع‌ترین کلید برای بقای عامل هستند. در مقابل، رفتارهایی که اولویت کمتری دارند نسبت به زمان نیز کمتر حساس می‌باشند. به عنوان مثال "فرار از شکارچی" نسبت به "خواب" اولویت بالاتری دارد.  با وجود اینکه این معماری امکان برنامه ریزی واضح برای رسیدن به اهداف را فراهم می‌کند، به دلیل انعطاف ناپذیر بودن، کمتر مورد استفاده قرار می‌گیرد.

### دگر سالاری و توزیع شده به طور کامل
در معماری دگر سالاری و توزیع شده به طور کامل، هر رفتار دارای مجموعه‌ای از پیش‌شرط‌هایی است که باید قبل از انجام آن رفتار برآورده شود. همچنین مجموعه‌ای از پس شرط‌ها نیز وجود دارد که پس از انجام عمل صادق خواهند شد. این پس شرط و پیش شرط‌ها، ترتیب انجام رفتارها را تعیین می کنند و در برخی موارد برای اتصال ماژول‌های عامل استفاده می شوند. این امر به هر ماژول امکان می‌دهد تا ورودی‌ها را از ماژول‌های دیگر و همچنین از حسگرها دریافت کند، بنابراین ماژول‌ها می‌توانند یکدیگر را به کار گیرند. به عنوان مثال، اگر هدف عامل "کاهش تشنگی" باشد، "در دسترس بودن آب" به عنوان پیش شرط رفتار "نوشیدن" در نظر گرفته می‌شود. در این حالت ماژول "یافتن آب" توسط ماژول ‌"نوشیدن" فعال می‌شود. با وجود اینکه در هر زمان فقط یک عمل انجام می‌شود اما به کمک این فعال سازی‌ها، رفتارها به صورت یک دنباله سازماندهی می‌شوند. توزیع رفتارهای بزرگتر در بین ماژول‌ها سیستم را در برابر نویز قوی‌تر و منعطف‌تر می‌کند.  برخی از منتقدان معتقدند تضاد بین ماژول‌ها و وجود هر مجموعه‌ای از قوانین تقسیم در اتصالات پیشین، سبب ایجاد انتخاب کنش فرعی می‌شود. علاوه بر این، حلقه بازخورد استفاده شده در این مدل می‌تواند در برخی شرایط منجر به انتخاب نادرست شود. 

### داوری و هماهنگی مرکزی
در معماری هماهنگ مرکزی، ماژول‌های عامل نه به یکدیگر، بلکه به یک داور متصل هستند. در این رویکرد بین رفتارها رای گیری انجام می‌شود و رفتاری که بیشترین رای را از سمت داور مرکزی اخذ کند، انتخاب می‌شود. در سیستم‌هایی با داوری مرکزی، سو گیری توسط وزن رای‌های یا تعداد دفعاتی که یک ماژول مجاز به رای دادن است ایجاد می‌شود. برخی از این سیستم‌ها نیز دارای ویژگی "سازش" در سیستم داوری خود هستند. هر ماژول می‌تواند علیه عمل کوچک‌تر موجود در مجموعه اعمال رای دهد. در نهایت سیستم داور عملی را انتخاب می‌کند که بیشترین رای را داشته باشد. به این ترتیب بیشترین سود به ماژول‌ها خواهد رسید.
این امر می‌تواند به عنوان نقض قانون کلی علیه ایجاد بازنمایی از جهان در هوش مصنوعی مبتنی بر رفتار تلقی شود که توسط بروکس پایه گذاری شد. با ادغام دستورها، سیستم منبع دانش بزرگ‌تری ایجاد می‌کند که از دانش بدست آمده توسط حسگرها بیشتر خواهد بود و به نوعی یک نماینده ترکیبی داخلی از محیط را تشکیل می‌دهد. مدافعان این سیستم معتقدند ممنوعیت مدل‌سازی جهان، محدودیت‌هایی غیرضروری برای رباتیک مبتنی بر رفتار ایجاد می‌کند. همچنین تشکیل نماینده می‌تواند برای عامل‌ها سودآور باشد و سبب شود واکنش‌پذیری آن‌ها بی‌تغییر باقی بماند.